# 中華民國一百一十年國慶
中華民國一百一十年國慶在中華民國110年（即西元2021年）10月10日，是紀念中華民國建國一百一十年的慶祝活動。

## 背景
時逢新冠疫情大流行期間，政府針對相關防疫規範，要求參加大會活動者須完成實聯制登記、全程佩戴口罩，除補充水分外全程禁止飲食，並與周圍民眾相互保持室外一公尺以上的安全社交距離。

## 慶祝活動

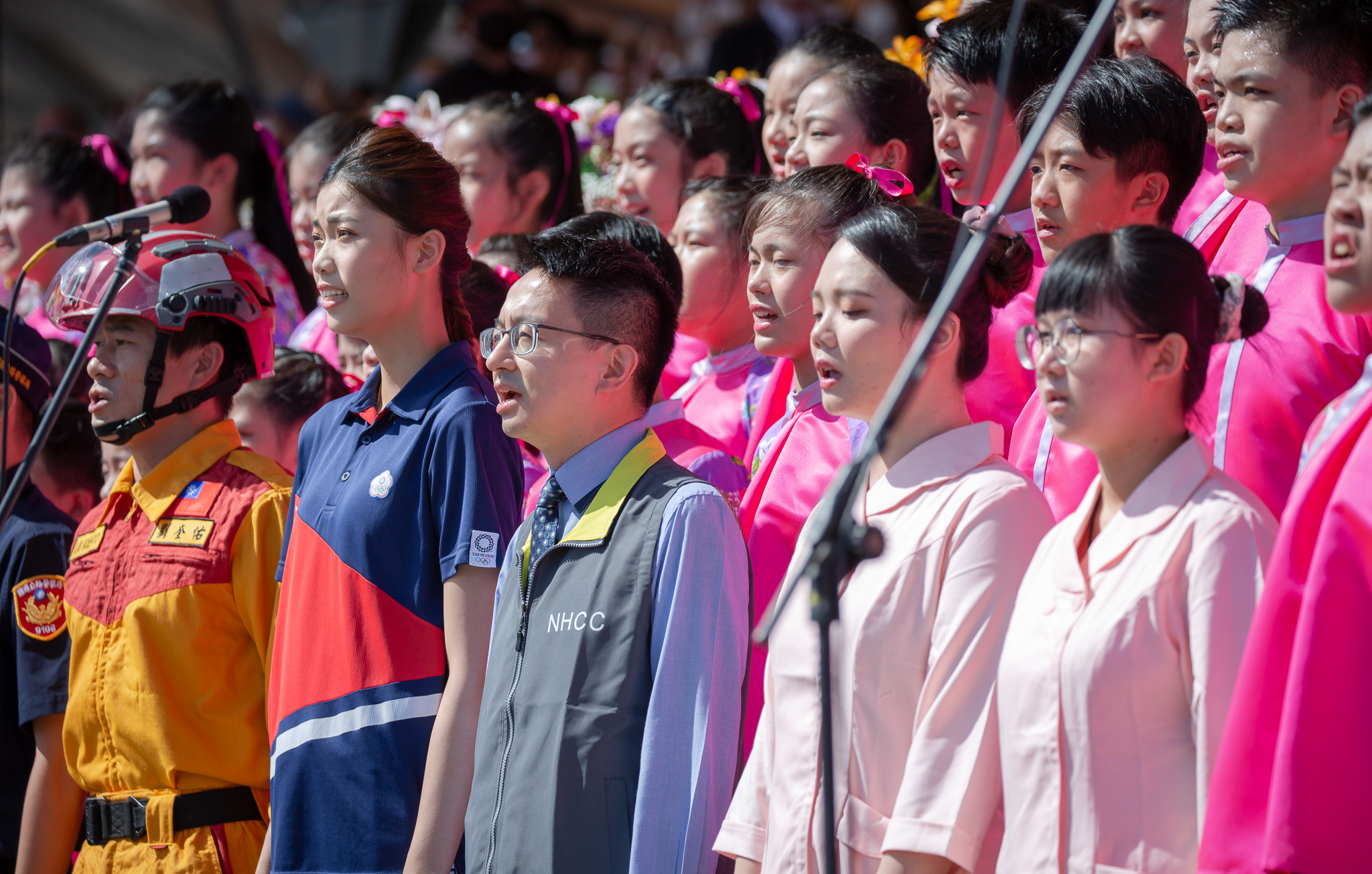
羅一鈞領銜唱誦中華民國國歌

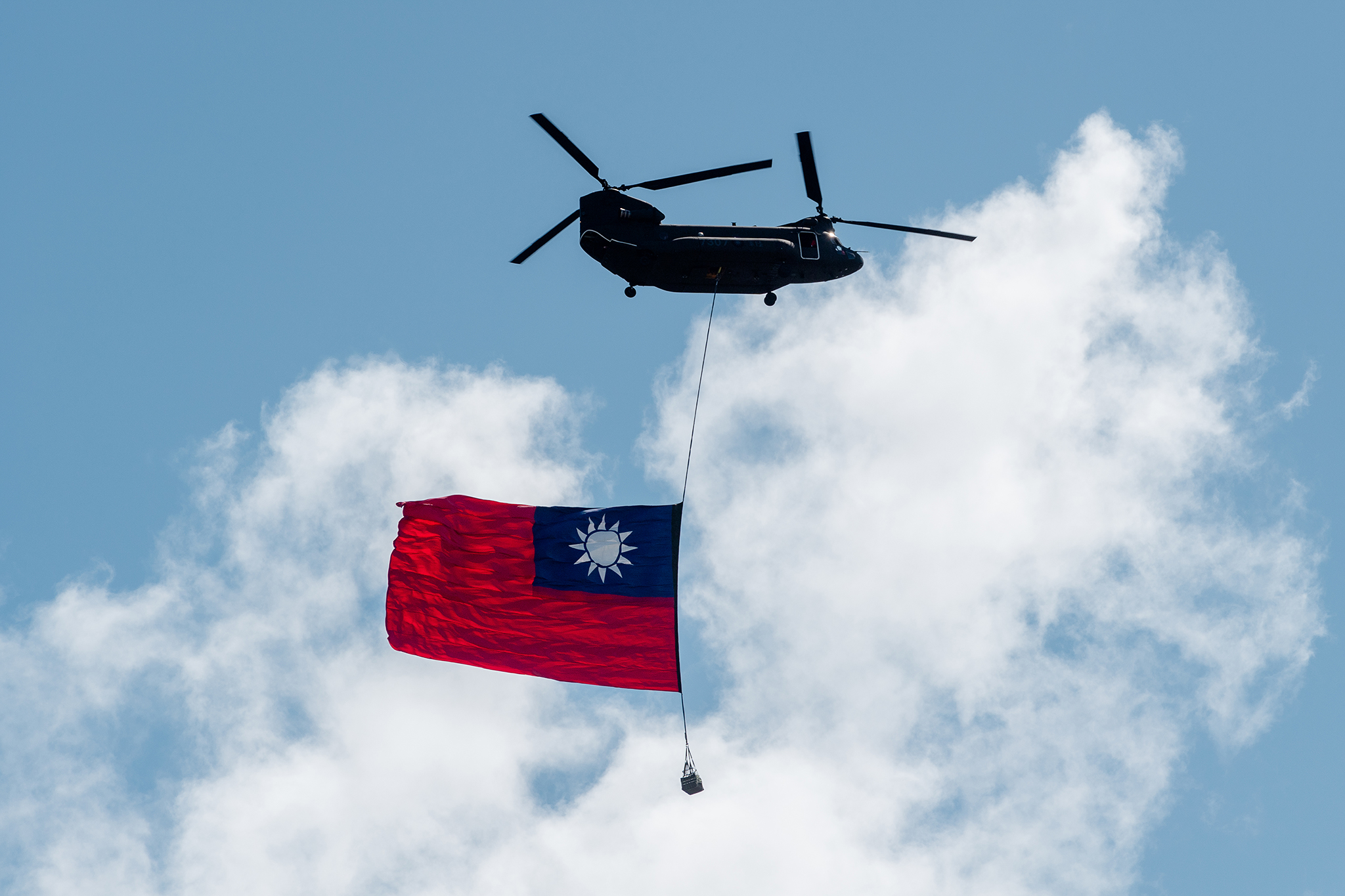
CH-47契努克吊掛巨幅國旗進場

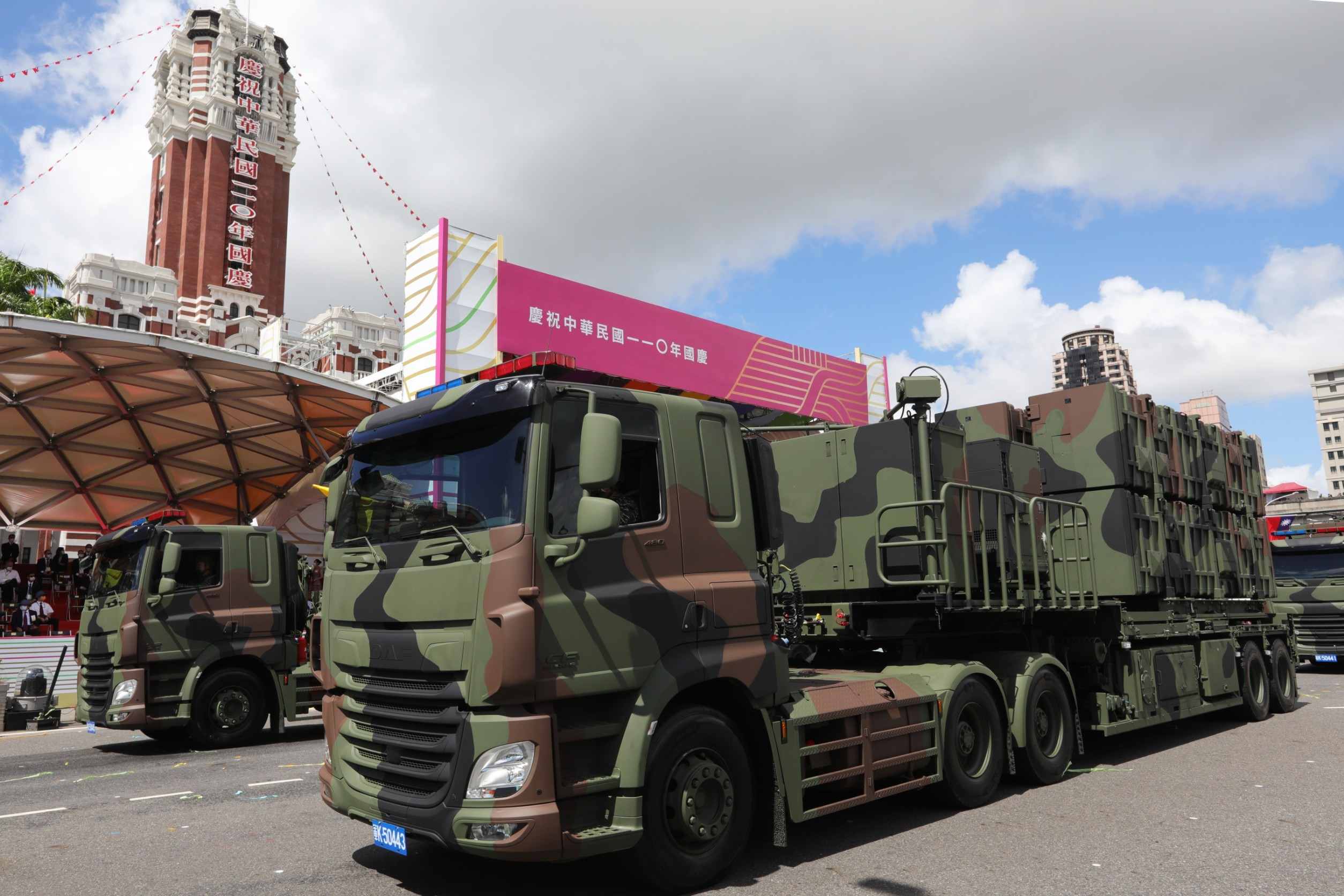
主題表演進場的「守土有責 當仁不讓」車隊雄風三型反艦飛彈

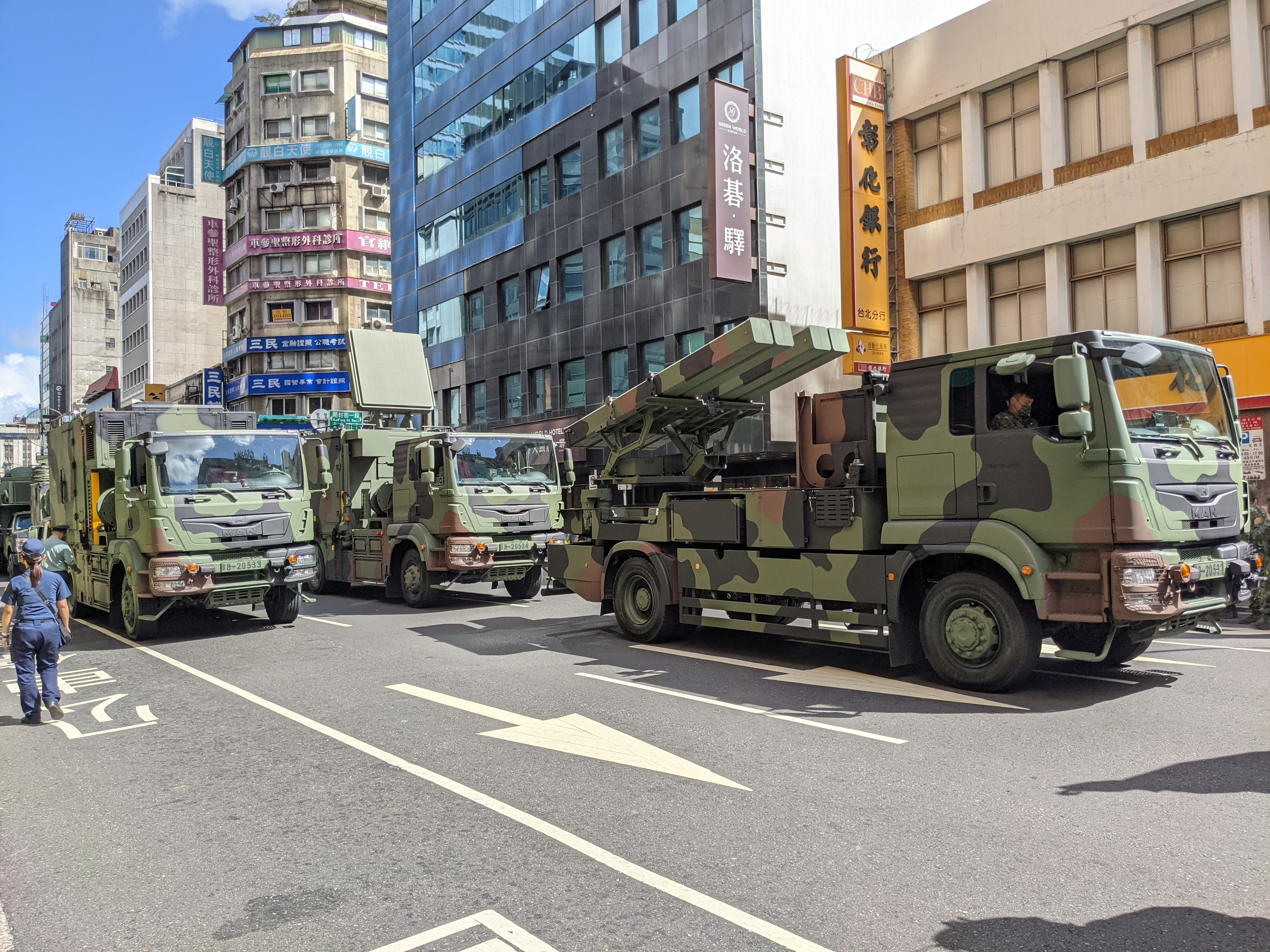
主題表演進場的「守土有責 當仁不讓」車隊陸劍二防空飛彈系統、CS/MPQ-951相列雷達車與CS/MYS-951接戰管制車

### 建築光雕展演
為慶祝建國110年國慶暨臺灣文化協會成立百年，總統府廳舍於2021年10月5日至10月10日晚間19時至21時30分以「百年追求 世界台灣」為主軸舉辦建築光雕展演，展現「自覺台灣、自律台灣、自信台灣、世界台灣」等四大主題理念，每半小時一場次。

### 國慶大典

#### 序幕暖場
國慶籌備委員會於2021年10月10日當日上午9時起在總統府前廣場舉辦「民主大聯盟，世界加好友」國慶大典，首先由國立臺灣交響樂團登上台北101大樓91樓戶外觀景台演出「音樂百年－天佑福爾摩沙」，並透過連線方式在總統府前播放畫面與音樂為國慶活動揭開序幕。接續有「TBC」舞團、中華民國三軍儀隊暨樂儀隊、中華民國體操協會和「We.R」特技跆拳表演團等參演團體接力演出。

#### 國慶大會
國歌領唱階段象徵大會正式開始，該年由防疫人員、運動員、警消等不同領域包括羅一鈞、羅嘉翎、護理師施宜君與陳昀湞、消防人員劉奎佑、警員楊于辰等六位代表以及國立客家兒童合唱團共同領唱中華民國國歌，陸軍2架CH-47 契努克運輸直升機，在AH-64E及AH-1W攻擊直升機的護衛下同時吊掛兩幅巨幅國旗進場，按慣例全體與會嘉賓向國旗暨國父遺像致意後由大會主席游錫堃與僑胞代表接續致詞，再由ShenAi原住民合唱團演唱抗疫名曲「手牽手」，隨後總統蔡英文抵達會場發表講話，提出「四個堅持」主張：「堅持自由民主的憲政體制、堅持中華民國與中華人民共和國互不隸屬、堅持主權不容侵犯併吞、堅持中華民國台灣的前途必須遵循全體台灣人民的意志」。

#### 主題表演
主題表演由2020年東京奧運及帕運英雄車隊率先登場，之後則是以「捍衛台灣、國防自主、守土有責」為主題的各式車隊與機隊進場受閱，包含空勤、警消與海巡組成的「安定社會 非我莫屬」車隊、航特部+空軍司令部空中機隊與憲兵快速反應連+防空部+陸軍六軍團指揮部地面部隊所組成的「守土有責 當仁不讓」車隊和機隊、政府機關單位組成的「國土純淨 捨我其誰」車隊依序進場，國造雄風三型反艦飛彈、雄風二型反艦飛彈、天弓三型防空飛彈、陸劍二防空飛彈系統、雷霆2000多管火箭系統、雲豹裝甲車，以及美製MIM-104愛國者飛彈等機動飛彈車隊通過觀禮台展現精實戰力，強調國防自主實力與彰顯自我防衛決心。節目壓軸由空軍雷虎小組AT-3教練機採5機大雁隊形，由總統府後方向前通過觀禮臺上空衝場沿線噴發藍白紅彩煙後大會宣告結束。

### 國慶焰火
國慶焰火在2021年10月10日晚間於高雄港蓬萊商港區施放，總統蔡英文前往出席，並肯定高雄市在過去20年來的轉型成果。

## 參會嘉賓

### 政府官員與政黨領袖
- 執政團隊（ 民主進步黨）成員：蔡英文、賴清德、蘇貞昌、游錫堃、吳釗燮
- 在野黨領袖：馬英九（ 中國國民黨）、朱立倫（ 中國國民黨）、柯文哲（ 臺灣民眾黨）、陳椒華（ 時代力量）

### 外賓
該年考量疫情期間並未邀請外國慶賀團訪台，只有各國駐臺使節、駐臺機構及國際組織代表與會，中華民國外交部也停辦國慶酒會。

## 外部連結
- 中華民國中樞暨各界慶祝110年國慶大會 （页面存档备份，存于）